# Slovenské Nové Mesto
Slovenské Nové Mesto (ungarisch Újhely, Kisújhely, Szlovákújhely oder Tótújhely, deutsch frei übersetzt: Slowakisch Neustadt) ist der seit 1920 auf heute slowakischem Staatsgebiet liegende Teil der ungarischen Stadt Sátoraljaújhely (Neustadt am Zeltberg). 

## Beschreibung
Slovenské Nové Mesto ist ein kleiner Ort mit rund 1000 Einwohnern in der südöstlichen Slowakei an der Grenze zu Ungarn. Die Gemeinde befindet sich im Ostslowakischen Tiefland unterhalb des kleinen Gebirges Zemplínske vrchy; von der ungarischen Stadt Sátoraljaújhely ist sie durch das Flüsschen Roňava getrennt. Der Ort hat einen Straßen- und Eisenbahngrenzübergang zwischen der Slowakei und Ungarn.
Die Gemeinde liegt am Südrand des slowakischen Teils des berühmten Tokajer Weingebietes. Der hier erzeugte Tokajer war schon im 13. Jahrhundert bekannt und wurde 1913 mit einem besonderen Gesetz geschützt. Im Tuff und Sandstein sind Weinkeller mit einer Länge von bis zu 300 m ausgegraben worden.

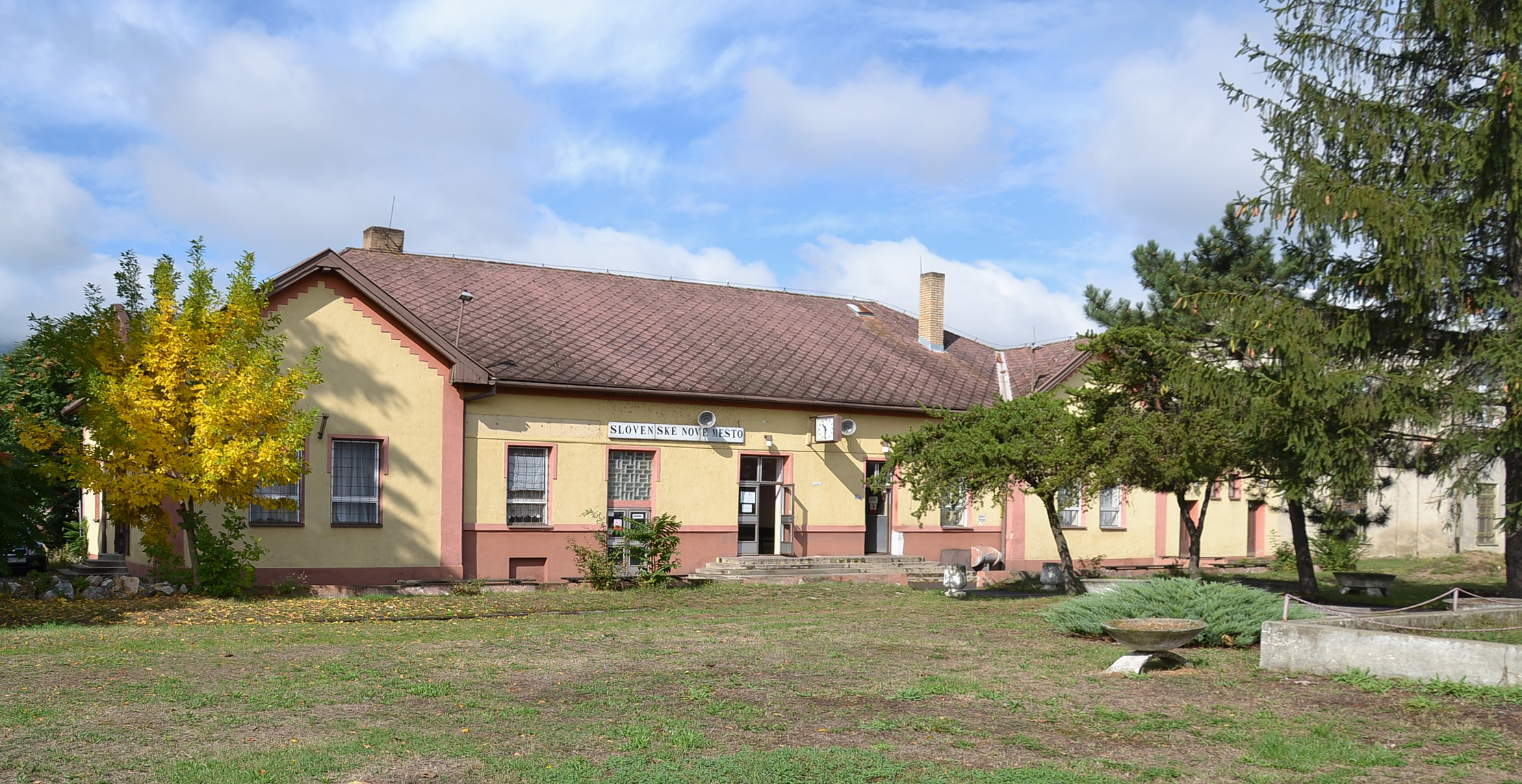
Bahnhof in Slovenské Nové Mesto

Bis zur Unterzeichnung des Friedensvertrags von Trianon im Jahre 1920 war Slovenské Nové Mesto ein Teil der Stadt Sátoraljaújhely. Bei der Grenzziehung fiel der Stadtteil aus strategischen Gründen an die Tschechoslowakei, da die Karpatoukraine der Tschechoslowakei zugesprochen wurde und der Bahnhof auf der damals einzigen Eisenbahnverbindung zwischen Košice (Kaschau) und der karpatoukrainischen Stadt Mukatschewo (Bahnstrecke Košice–Tschop) liegt.

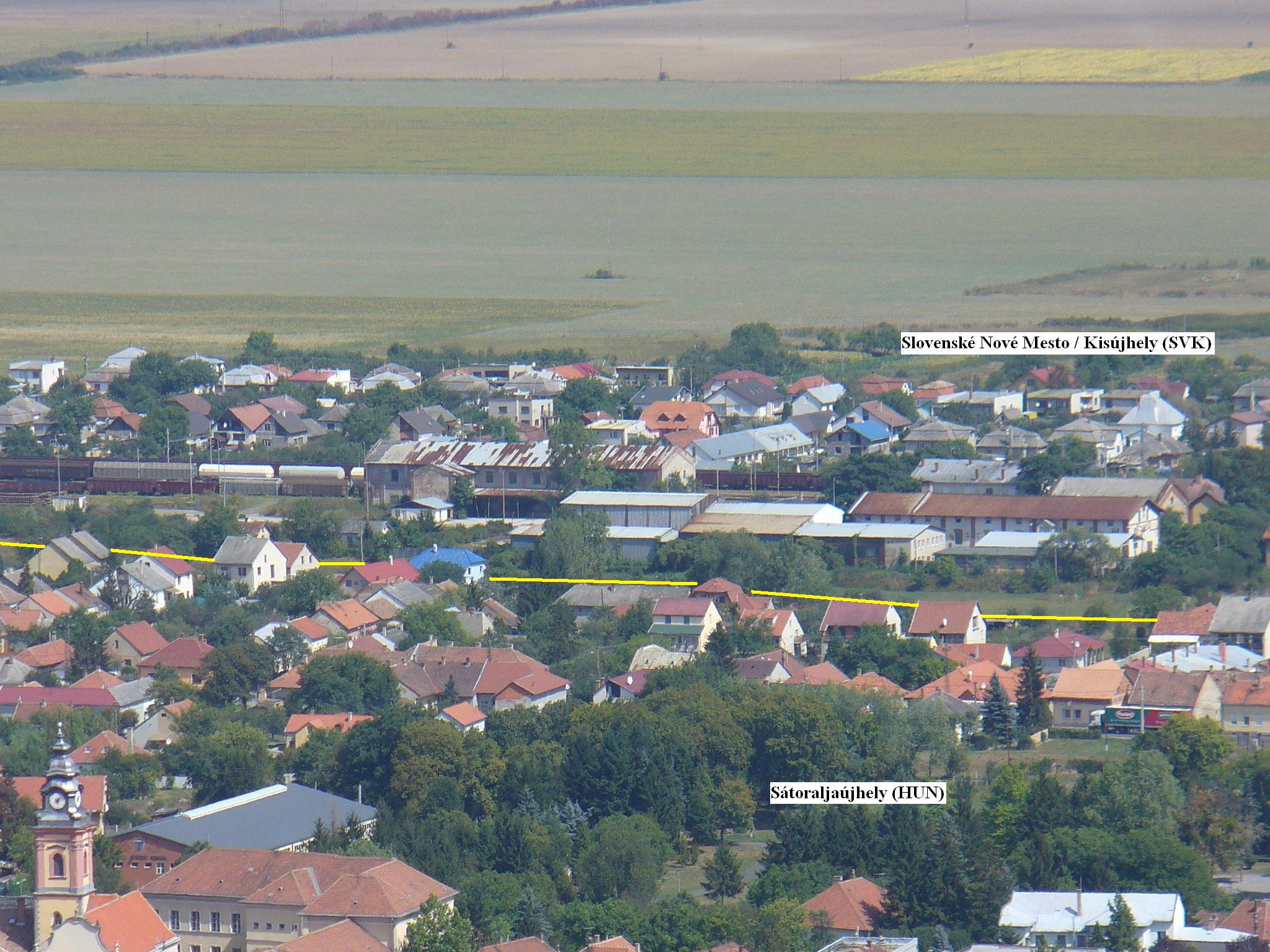
Übersicht über die zwei getrennten Orte

Durch den Ersten Wiener Schiedsspruch kam die Stadt von 1938 bis 1945 erneut kurzzeitig wieder zu Ungarn.

## Bevölkerung
| Jahr                | 1994 | 2004     | 2014    | 2024    |
| ------------------- | ---- | -------- | ------- | ------- |
| Anzahl der Personen | 952  | 1052     | 1104    | 1067    |
| Unterschied         |      | +10,50 % | +4,94 % | −3,35 % |

| Jahr                | 2023 | 2024    |
| ------------------- | ---- | ------- |
| Anzahl der Personen | 1080 | 1067    |
| Unterschied         |      | −1,20 % |